# يوتاكا تاكاهاشي
يوتاكا تاكاهاشي (باليابانية: 高橋 泰) (29 سبتمبر 1980 في طوكيو في اليابان – )؛ هو لاعب كرة قدم ياباني سابق كان يلعب كمهاجم.

## وصلات خارجية
- يوتاكا تاكاهاشي على موقع رابطة كرة القدم اليابانية للمحترفين (اليابانية)
- يوتاكا تاكاهاشي على موقع قاعدة بيانات كرة القدم.إي يو (الإنجليزية)
- يوتاكا تاكاهاشي على موقع Soccerway.com (الإنجليزية)
- يوتاكا تاكاهاشي على موقع عالم كرة القدم.نت (الإنجليزية)
- يوتاكا تاكاهاشي على موقع كووورة